# Pardubice-Pardubičky (železniční zastávka)
Pardubice-Pardubičky jsou železniční zastávka v Pardubicích, v městské části Pardubičky. Zastávka je zařazena do integrovaného dopravního systému IREDO. Leží v km 303,450 železniční trati Praha – Česká Třebová mezi stanicemi Pardubice hlavní nádraží a Kostěnice (spolu se zastávkou Pardubice-Černá za Bory). Leží u Kyjevské ulice, nedaleko Krajské nemocnice Pardubice, v nadmořské výšce 225 m n. m.

## Historie
Provoz zde byl zahájen roku 1903. V letech 1939–1945 zastávka nesla český název Pardubice zastávka a německý název Pardubitz Haltestelle. V letech 1945–2001 nesla už pouze český název Pardubice zastávka. Současný název nese od roku 2001. V minulosti zastávku vlastnily Československé státní dráhy.

## Popis
Zastávka leží na dvoukolejné elektrizované trati (napájecí soustava 3 kV DC). Má dvě jednostranná nástupiště a každé z nich měří 170 metrů. K příchodu na každé nástupiště slouží podchod. Přístup do budovy zastávky (včetně přístřešku před povětrnostními vlivy) i na nástupiště je bezbariérový. Zastávka je vybavena pro zrakově postižené (vodící linie). Zastávka je osvětlena nízkými moderními perónovými lampami. V zastávce není zajištěn prodej jízdenek, odbavení cestujících se provádí ve vlaku.
V sousedství zastávky prochází neelektrizovaná vlečka.

## Doprava
Pravidelně zde staví pouze osobní vlaky. Vlaky vyšší kvality zastávkou pouze projíždějí.